# Ересіарх
Ересіарх (Єресіарх), у християнському богослов'ї єресіярх (також hæresiarch, в відповідно до Оксфордським словником англійської мови , від грецького : αἱρεσιάρχης , hairesiárkhēs через пізню латинську haeresiarcha  ) або арку-єретик — творець єретичної доктрини або засновник секти, яка підтримує таке вчення.

## Приклади
- Маркіон, засновник маркіонізму
- Арій, засновник аріанства
- Святий Августин називає пророка Мані, засновника маніхеїзму, як єресіарха.
- Деякі католики, такі як Ілер Беллок, вважають Мартіна Лютера , Джона Кальвіна та інших лідерів протестантської реформації архієретиками.
- І навпаки, деякі фундаменталістичні протестанти (в тому числі Олександр Гіслоп та Чарльз Чінікі) використовували цей термін для позначення папства та членів Римської курії .
- Чернець Мартін з Вірменії, вигаданий основоположник давньоруського обряду, який використовували старовіри.

## Божественна комедія Данте Аліг'єрі
У Божественній комедії , Данте Аліг'єрі у главі Пекло представляє єресіархів, замурованими в вогняних гробницях в шостому колі пекла. У Пісні IX та X Божественної комедії Вергілій описує страждання цих душ, говорячи: «Це лжеучень усяких глави з їх послідовниками. Тут, в огні, злічити їх не вистачить уяви…»  Серед історичних постатей, яких Данте конкретно зазначає як архієретиків, — Епікур , Фаріната Деглі Уберті , Фрідріх Сицилійський та Папа Анастасій II.